# Molophilus (Molophilus) falculus
Molophilus (Molophilus) falculus is een tweevleugelige uit de familie steltmuggen (Limoniidae). De soort komt voor in het Oriëntaals gebied.